# Sociedad Deportiva Huesca
Maillots
Actualités
La Sociedad Deportiva Huesca, S. A. D. est un club de football espagnol basé dans la ville de Huesca, en Aragon. Il a été fondé en 1960 et joue actuellement en Segunda División (deuxième division) en Espagne. Il dispute ses matchs à domicile au stade El Alcoraz, d'une capacité de 9 128 spectateurs.
Malgré sa jeune histoire dans le monde du football de haut niveau, le club a réussi à influencer les mentalités et à créer une ferveur populaire dans la province de Huesca. Alors que le basket était autrefois le sport roi en Haut-Aragon, le football est en train de prendre le dessus, attirant de plus en plus de jeunes joueurs.
Le SD Huesca est détenu en grande partie par une association appelée la Fondation Alcoraz, ce qui protège le club d'un rachat par des investisseurs externes. Malgré la crise sanitaire, le club a enregistré un bénéfice pour la saison 2019-2020 et a investi dans la rénovation de son stade, dont il est propriétaire.

## Histoire

### Genèse
Avant sa création, il existait d'autres équipes de football dans la ville. 
Parmi les plus importantes, le Club Deportivo Huesca (es) a remporté le championnat d'Espagne amateur en 1931, et son successeur, l'Unión Deportiva Huesca (es), qui a joué trois saisons en Segunda División dans les années 1950. 
Ce dernier a disparu en 1956.

### Premières années
| \| Huesca \| Emplacement de Huesca, en · Espagne. |
| Huesca                                            |

À partir de ces deux équipes, le 31 mars 1960, la Sociedad Deportiva Huesca a commencé à jouer dans les catégories régionales, mais dès sa première saison, elle a réussi à monter en Tercera División (troisième division). Au cours des années suivantes de cette décennie, la SD Huesca a évolué en troisième division, sans parvenir à monter en Segunda División, malgré sa participation aux séries de promotion pendant quatre saisons (1963, 1965, 1967 et 1968).
Son premier match en Copa del Rey (à l'époque Copa del Generalísimo) a eu lieu lors de la saison 1969/70 contre le Club de Futbol Lloret, mais elle a été éliminée dès le premier tour.

### Années 1970
Lors de la saison 1971-72, le club a remporté son premier titre national, le Championnat d'Espagne des Amateurs, en battant le Deportivo Aragón en finale. Au cours de cette saison, le nouveau stade El Alcoraz a été inauguré lors d'un match contre le même Deportivo Aragón, le 16 janvier 1972, avec une victoire 2-1 pour l'équipe d'Huesca.
Cependant, les joies ne dureraient pas longtemps, car la saison suivante a été un pas en arrière avec la relégation en Ligue d'Aragón, mais heureusement, le club n'y est resté qu'une saison en étant champion et est revenu en Tercera División. Au cours de cette décennie, l'équipe n'a participé qu'à une série de promotion pour monter en Segunda División, mais elle a été éliminée par le Unió Esportiva Sant Andreu lors de l'édition de 1976. Le club a fait ses débuts en Segunda División B lors de la saison 1977/78, dès la création de cette nouvelle catégorie.

### Années 1980
Depuis sa montée en Segunda División en 1977, le club n'a pas quitté cette division avant la saison 1983/84, où il a réalisé sa pire performance en se classant avant-dernier du Groupe I. Le club n'a pas réussi à revenir dans cette division au cours des années suivantes, malgré sa participation à deux séries de promotion les deux saisons suivantes après sa relégation.

### Années 1990
Cependant, dès le début des années 1990, lors de la saison 1990/91, le club est revenu en Segunda División B, mais pas pour longtemps, car il n'est resté qu'une saison de plus avant une nouvelle relégation en Tercera División. Trois saisons plus tard, il est à nouveau promu en Segunda B, mais avec le même résultat dans le temps, deux autres saisons dans cette catégorie puis retour en Tercera División, sans parvenir à se stabiliser dans les catégories nationales pour le moment. Javier Tebas est président du club entre 1993 et 1998.

### Années 2000
Le club est revenu en Segunda B en 2001, mais a connu à nouveau sa pire performance dans cette catégorie de bronze, terminant avant-dernier de son groupe. Ainsi, il est resté deux saisons en Tercera División, ce qui représente les dernières saisons que Huesca a disputées dans son histoire jusqu'à présent, avant de revenir en Segunda B pour la saison 2004/05.
En 2006, l'équipe a été finaliste de la Coupe de la Fédération de football, avec Miguel Ángel Sola et Roberto Cabellud à la tête de l'équipe technique, mais elle a été battue en finale par l'Union Deportiva Puertollano. Au cours de cette même saison, l'équipe a échappé à la relégation en Tercera División lors d'un dramatique barrage de relégation contre le Castillo Club de Fútbol.
Les deux saisons suivantes ont été une surprise dans la catégorie, puisqu'elles ont terminé vice-championnes de groupe consécutivement, ce qui a permis la tant attendue promotion vers le professionnalisme du football espagnol, 48 ans après sa fondation.

#### Promotion en Segunda División
Lors de la saison 2007-2008, le club a obtenu la promotion en Segunda División. Cette saison a connu la présence de deux entraîneurs : Manolo Villanova, qui a été recruté par le Real Zaragoza quelques journées avant la fin de la saison, aux côtés de Roberto Cabellud. Onésimo Sánchez a été choisi pour le remplacer et, avec Carlos Hugo García Bayón, ils ont assuré la promotion de Huesca en battant l'Écija Balompié lors de la double confrontation finale.
Après avoir effectué quelques ajustements et confirmé que l'entraîneur de la promotion, Onésimo Sánchez, ne continuerait pas, le club a engagé Antonio Calderón en tant qu'entraîneur, avec le retour du préparateur physique Roberto Cabellud.
Leur première apparition en Liga Adelante (deuxième division espagnole) a eu lieu à domicile contre le C. D. Castellón. Le match s'est terminé sur un match nul 2-2, avec Rubén Castro marquant le premier but de l'équipe en deuxième division. La première victoire n'a pas tardé à arriver, lors de la troisième journée, disputée au stade El Alcoraz contre la S.D. Eibar. La première victoire à l'extérieur est survenue lors de la victoire 3-1 contre l'Alicante CF au stade José-Rico-Pérez. Le 9 mai, le stade El Alcoraz a accueilli le derby aragonais entre la Sociedad Deportiva Huesca et le Real Zaragoza, dont le dernier précédent datait de 1951. Après 42 journées, la ligue s'est terminée avec la SD Huesca à la onzième place de la Liga Adelante lors de la saison 2008-2009, avec un bilan de 13 victoires, 14 matchs nuls et 15 défaites, totalisant 53 points à la fin du championnat. Il convient de souligner la paire d'attaquants du club, Rubén Castro et Roberto, qui ont marqué respectivement 14 et 11 buts.

### Saison 2009-2010: Création de la SAD
En août 2009, le processus de conversion du club en société anonyme sportive (SAD) est achevé, un processus obligatoire pour pouvoir concourir dans les catégories professionnelles. Lors de la première assemblée des actionnaires, il y a un changement de président au sein de l'entité, l'ancien joueur Fernando Losfablos remplace Armando Borraz, qui devient président de la Fondation El Alcoraz, principal actionnaire du club.
Cette nouvelle saison, la deuxième consécutive en Liga Adelante, débute avec le départ d'un grand nombre de joueurs qui faisaient partie de l'effectif l'année précédente, soit parce que leurs contrats avec le club haut-aragonais se terminaient, soit parce que les périodes de prêt arrivaient à leur terme et qu'ils devaient retourner dans leurs clubs d'origine.
Víctor Pérez et Dani Hernández ont été les deux premières recrues confirmées lors du marché estival, suivis de Mikel Rico, qui avait déjà porté le maillot bleu et grenat lors de la saison de la promotion, et d'un autre joueur bien connu, Vicente Pascual, qui avait joué cinq saisons auparavant dans la capitale oscense. D'autres joueurs se sont joints à eux, parmi lesquels le vétéran Moisés García León, le défenseur italo-argentin Daniel Mustafa, l'attaquant brésilien Reinaldo ou le défenseur prêté par Osasuna, Ion Echaide, qui entamait ainsi sa première des trois périodes au sein de la Sociedad Deportiva.
Sur le plan sportif, le club oscense a entamé la Liga Adelante sur le terrain toujours difficile stade Martínez Valero à Elche, où l'équipe dirigée par Antonio Calderón a remporté une victoire 2-0 contre les locaux, grâce à deux des nouvelles recrues de cette saison, Mikel Rico et Borja Rubiato.
Lors du mercato d'hiver, trois départs inattendus ont eu lieu. Tout d'abord, Osasuna a rappelé Echaide, Mustafa a été écarté de l'équipe pour indiscipline en se présentant une semaine en retard à l'entraînement après les vacances de Noël, et enfin Reinaldo ne s'est pas présenté à l'entraînement et a négocié son départ depuis le Brésil. Le dernier jour du mercato d'hiver, le club a recruté le Brésilien Gilvan Gomes Vieira, qui a passé deux semaines à l'essai.
L'équipe haut-aragonaise a assuré son maintien en deuxième division espagnole lors de la dernière journée du championnat, lors du match contre le Celta Vigo à Balaídos, remporté 1-0 par Huesca grâce à un but de Mikel Rico. Ainsi, la SD Huesca a terminé le championnat à la 13e place avec 52 points, un bilan de 12 victoires, 16 matchs nuls et 14 défaites, avec 36 buts marqués et 40 encaissés.

### Années 2010

#### Saison 2010-2011: Retour d'Onésimo
La saison commence avec la constitution de l'équipe qui allait concourir en Liga Adelante, marquée par le renouvellement de Gilvan Gomes après ses bonnes performances lors de la seconde moitié de la saison précédente, ainsi que celui de plusieurs piliers de l'équipe tels que Luis Helguera, Joaquín Sorribas et Sebastián Corona. Onésimo Sánchez revient à la tête de l'équipe en tant qu'entraîneur, trois ans après la promotion obtenue, à la suite du départ d'Antonio Calderón pour l'Albacete Balompié.
La signature d'un accord de collaboration avec le C.A. Osasuna permet à cinq joueurs de cette équipe de rejoindre l'Alcoraz : Jokin Esparza, Jorge Galán, Óscar Vega, Jon Echaide et Andrés Fernández. Le poste de gardien de but est renforcé par l'arrivée de Jesús Cabrero, originaire de Huesca, et d'autres joueurs sont recrutés pour les autres lignes du terrain, tels que David Bauzá, Francisco Molinero, Alberto Marcos ou Marco Navas.
En termes de départs, Mikel Rico, l'un des joueurs clés, est transféré au Granada, promu en Liga Adelante, pour un montant de 600 000 euros, marquant ainsi la plus grande vente du club à ce jour. À la fin de la saison, Andrés Fernández se voit décerner le Trophée Zamora, qui récompense le meilleur gardien de la division.

#### Saison 2011-2012: Royo et Quique Hernández
Pour la quatrième saison du club dans la division espagnole de football, Ángel Royo est annoncé comme le nouvel entraîneur. C'est la première fois qu'il occupe un poste d'entraîneur dans une catégorie professionnelle, après avoir accumulé une vaste expérience dans des clubs régionaux et avoir été l'adjoint d'Onésimo Sánchez la saison précédente.
Pendant le mercato estival, l'équipe décide de combiner des recrutements de jeunes joueurs tels que David Vázquez, Ekhi Senar, Manu Molina, Javi Martínez, Toni Sánchez, avec des renforts plus expérimentés et renommés, notamment Rafel Sastre, Josetxo, Bernardo ou Rafael Clavero.
Sur le plan sportif, après un début difficile qui place Huesca à la pénultième place du classement et entraîne le licenciement d'Ángel Royo lors de la huitième journée, l'arrivée de Quique Hernández et une profonde restructuration de l'effectif lors du mercato hivernal, avec l'arrivée de six nouveaux joueurs, permettent au club de sortir de la zone de relégation au deux tiers de la saison et de se maintenir dans la division avec succès.

#### Saison 2012-2013: Relégation inévitable
La cinquième saison en Liga Adelante débute avec le départ de Quique Hernández et le retour d'un vieil ami des supporters de Huesca, Fabri González, qui avait déjà dirigé l'équipe haut
-aragonaise pendant quelques semaines en 2005. L'entraîneur galicien démissionne pendant la pré-saison pour des raisons personnelles et est remplacé par Antonio Calderón, qui entame également sa deuxième période à la tête du club. La situation sportive est difficile et le technicien gaditan est d'abord remplacé par Ángel Royo de manière intérimaire, puis par Jorge D'Alessandro jusqu'à la fin de la saison. La Sociedad Deportiva Huesca finit par être reléguée lors de la dernière journée du championnat.

#### Retour en Segunda B
Le retour en Segunda B commence avec pour objectif de retrouver rapidement la catégorie perdue l'année précédente, et pour cela, l'entraîneur aragonais Pablo Alfaro est recruté pour prendre les rênes de l'équipe.
Après les cinq premières journées du championnat, au cours desquelles seulement quatre points sont récoltés, Pablo Alfaro est limogé et David Amaral est engagé pour prendre en charge l'équipe. En mars, l'entraîneur canarien est remplacé par David Navarro, qui dirigeait jusqu'alors l'équipe réserve du club en Tercera División, dans le but de placer Huesca dans les positions permettant de lutter pour la promotion en Segunda División. Le club termine à la septième place, à trois points de son objectif.

#### Deuxième promotion en Segunda División
Pour la saison suivante, l'ancien joueur azulgrana Luis Helguera devient directeur sportif et Luis García Tevenet est recruté en provenance du Fútbol Club Cartagena pour être le nouvel entraîneur, après que le contrat de David Navarro Arenaz n'ait pas été renouvelé. L'échec de la promotion et la réduction du budget entraînent un changement radical dans l'effectif, seuls cinq joueurs restent par rapport à la saison précédente, qui est renforcée par plusieurs joueurs issus de l'équipe de jeunes, vice-championne de son groupe lors de la saison précédente.
En Coupe du Roi, après avoir franchi trois tours, Huesca atteint les seizièmes de finale où il est éliminé par le FC Barcelone, qui sera finalement le champion de la compétition. Par ailleurs, en championnat, l'équipe remporte pour la première fois son groupe en Segunda División B et dispute les barrages de promotion, affrontant d'abord le Gimnàstic de Tarragone, puis le Racing de Ferrol et enfin le Huracán Valencia, remportant ainsi la confrontation contre le Huracán avec un score total de 3-1. Cela permet à Huesca d'accéder à la Segunda División pour la saison 2015/2016.

#### Progression constante
Pour la première fois de son histoire, Huesca se qualifie pour les play-offs de promotion en LaLiga en terminant 6e de La Liga 2 en 2016/17.
En 2019, des documents révèlent des matches truqués au cours de cette saison.

#### Promotion en Primera
L'année suivante, après une saison où l'équipe a montré un excellent niveau de  jeu avec peu de faux pas, Huesca accède pour la première fois de son histoire à la première division en remportant le 21 mai 2018 une victoire historique 2-0 à l'extérieur contre le CD Lugo lors de la 40e journée, avec une avance de 7 points sur le troisième classé alors qu'il ne reste que 6 points à jouer. Il devient ainsi le 63e club à jouer en Primera División.

#### Première division
Le 19 août 2018, Huesca joue son premier match en Primera División contre la S.D. Eibar à l'Estadio Municipal de Ipurúa et remporte une victoire historique 2-1 avec deux buts d'Álex Gallar pour l'équipe oscense et un but de Gonzalo Escalante pour l'équipe basque. Le 14 septembre, après 3 matchs à l'extérieur, il dispute son premier match à domicile contre le Rayo Vallecano, mais perd 0-1. Après une défaite 1-0 contre le Real Valladolid, Leo Franco est limogé en tant qu'entraîneur, l'équipe se classant dernière avec 5 points sur 24. Le reste de la saison, l'équipe lutte contre la relégation avec des chances mathématiques de se maintenir jusqu'à la 36e journée, mais après une défaite 2-6 contre le Valence CF, l'équipe est reléguée en Segunda División.
En juin 2019, la SD Ejea devient l'équipe filiale du club.

#### Retour en Segunda División
Lors de la saison 2019/20, l'équipe retrouve la Segunda División et se trouve dans les positions de playoffs de promotion jusqu'à l'arrêt en mars en raison de la pandémie de COVID-19. Après le retour du football en juin, l'équipe enregistre de bons résultats et profite des mauvaises périodes des autres prétendants à la promotion tels que le Real Zaragoza, l'UD Almería et le Girona FC pour grimper au classement et finalement terminer la compétition à la première place.

### Années 2020

#### Deuxième promotion en Primera
Le 17 juillet 2020, Huesca est promu en Primera División d'Espagne après avoir remporté une victoire de 3-0 contre le CD Numancia et les défaites de l'Almería et de Saragosse contre la Ponferradina (2-1) et Albacete (4-1) respectivement lors de la 41e journée.
Le 20 juillet 2020, Huesca est sacré champion de Segunda División d'Espagne après avoir remporté un match 0-1 contre le Real Sporting de Gijón.
En soixante ans d'histoire, il s'agit du premier titre en compétition officielle du club. 

#### Saison 2020-2021: deuxième saison en Primera División
Lors de la saison 2020/2021, la SD Huesca fait son retour en Primera División, conservant l'entraîneur Michel Sánchez et une grande partie des joueurs de la Segunda División, tout en renforçant son effectif avec plusieurs recrues telles que Sandro, Gastón Silva, Borja García ou Pablo Mafeo.
Cependant, la saison ne commence pas bien pour la SD Huesca qui ne remporte son premier match qu'à la 13e journée, contre Alavés. Malgré cela, l'équipe oscense ne parvient pas à sortir de la zone de relégation et se bat pour éviter la descente tout au long de la saison. Lors de la dernière journée, Huesca ne parvient à se maintenir en Primera División malgré un match nul 0-0 contre le Valence CF, car dans le même temps, Elche s'impose 2-0 conte l'Athletic Club, leur chipant ainsi la 17e place.

## Identité du club

### Logos du club

Blasons
Logo actuel

### Couleurs
Les couleurs traditionnelles de la SD Huesca sont le bleu et le grenat. L'équipe porte généralement des maillots bleus avec des détails grenat, des shorts bleus et des chaussettes bleues ou grenat.

## Palmarès et résultats
La SD Huesca patiente soixante ans avant de remporter son premier trophée en étant sacré champion de Segunda División en 2020.
| Compétitions nationales | Compétitions régionales |
| --- | --- |
| - Championnat d'Espagne : - Meilleure performance : 18e (2021) - Championnat d'Espagne de deuxième division (1) : - Champion : 2020 | - Regional Preferente de Aragón (2) : 1961, 1974 - Copa Federación Aragonesa de Fútbol (2) : 1993, 2005 - Copa Regional de Aficionados (1) : 1974 |

### Saisons
- 2004/2005 : Segunda División B (10e)
- 2005/2006 : Segunda División B (16e)
- 2006/2007 : Segunda División B (2e)
- 2007/2008 : Segunda División B (2e, promu via les playoffs)
- 2008/2009 : Segunda División (11e)
- 2009/2010 : Segunda División (13e)
- 2010/2011 : Segunda División (14e)
- 2011/2012 : Segunda División (13e)
- 2012/2013 : Segunda División (21e, relégué)
- 2013/2014 : Segunda División B (7e)
- 2014/2015 : Segunda División B (1er, promu)
- 2015/2016 : Segunda División (12e)
- 2016/2017 : Segunda División (6e)
- 2017/2018 : Segunda División (2e, promu)
- 2018/2019 : La Liga (19e, relégué)
- 2019/2020 : Segunda División (Champion, promu)
- 2020/2021 : La Liga (18e, relégué)

## Personnalités du club

### Anciens présidents
- Javier Tebas (1993-1998)

### Anciens joueurs
- Juanjo Camacho
- Nacho Novo
- Moi Gómez
- Álex Gallar
- Ezequiel Ávila
- Cucho Hernández

## Effectif professionnel actuel

### Joueurs prêtés
| N° | Nat.                   | Poste | Nom du joueur                                            |
| -- | ---------------------- | ----- | -------------------------------------------------------- |
|    | Drapeau de l'Espagne   | G     | Álvaro Fernández (au Brentford jusqu'en 30 juin 2022)    |
|    | Drapeau de l'Espagne   | A     | Sandro Ramírez (at Getafe jusqu'en 30 juin 2022)         |
|    | Drapeau de la Colombie | A     | Juan Peñaloza (at Águilas Doradas jusqu'en 30 juin 2022) |

## Structures du club

### Stade
Le Stade Alcoraz est le stade de football de la ville de Huesca, en Aragon, et il est la propriété de la Sociedad Deportiva Huesca. Son nom est inspiré de la bataille d'Alcoraz qui s'est déroulée dans la région aux alentours de 1096, et remportée par l'armée du roi d’Aragon Pierre Ier sur les Maures lors de la Reconquista.
Situé sur le chemin Cocorón, près de la colline de San Jorge, il est le troisième stade de la ville après La Cabañera et San Jorge. La fameuse phrase "Aqui no se rebla !" est affichée dans le stade.
L'idée de construire un nouveau stade pour l'équipe est apparue lors de la saison 1971-1972, lorsque le championnat d'Espagne de quatrième division a été restructuré en quatre groupes. La Sociedad Deportiva Huesca se trouvait alors confrontée à des clubs tels que le Real Valladolid, Osasuna, Salamanque ou Tenerife, ce qui a incité à réfléchir à la construction d'un nouveau stade.
Le 16 janvier 1972, l'Alcoraz a été inauguré malgré la pluie et le froid. Malgré les conditions météorologiques, de nombreux supporters oscenses (surnom des habitants de Huesca) ont assisté à un derby entre la Sociedad Deportiva Huesca et le Deportivo Aragon, qui s'est soldé par une victoire de l'équipe locale sur le score de 2-1. Depuis lors, le stade Alcoraz est devenu le lieu de prédilection pour les matchs de la Sociedad Deportiva Huesca.

## Aspects juridiques et économiques

### Partenariats
- Pau Football Club[18]

### Budget
Le budget du club est relativement modeste, d'environ 40 millions d'euros, et ses ressources proviennent principalement de sponsors locaux. Malgré cela, l'équipe a réussi à se maintenir en Liga et à défier des clubs plus prestigieux, comme le FC Barcelone.
La SD Huesca est réputée pour sa politique de recrutement, qui consiste à repérer des joueurs talentueux mais peu connus, parfois issus de l'étranger ou ayant connu des difficultés dans leur carrière. Le directeur sportif du club, Emilio Vega, privilégie les joueurs humbles et travaille avec une équipe de neuf personnes chargées de repérer les talents.

### Actionnariat
Le président du club, Agustin Lasaosa, et son ami José Antonio Martin "Peton", ancien joueur et président de la Fundacion Alcoraz, ont travaillé ensemble pour éviter que le club ne soit racheté par un fonds d'investissement étranger. Ils ont réussi à créer une atmosphère de camaraderie et de fierté autour de l'équipe, et les supporters sont connus pour leur fidélité.
La transformation du club en société anonyme sportive (SAD) en 2009 et l'adoption du statut de SASP (Société anonyme sportive professionnelle) sont des éléments communs avec de nombreux clubs français. Cependant, ce qui distingue la SD Huesca, c'est sa structure actionnariale particulière. En effet, à Huesca, le club est détenu à 66,24 % par une association appelée la Fondation Alcoraz.
La Fondation Alcoraz est donc l'actionnaire majoritaire du club de Huesca. Cette fondation a été créée dans le but de soutenir le club et de veiller à ses intérêts à long terme. Cette structure actionnariale spécifique a un impact sur la gestion et la gouvernance du club, car la Fondation Alcoraz a son mot à dire dans les décisions importantes concernant le club.

## Soutien et image
Le club est réputé pour rendre hommage aux équipes adverses avec un brassard de capitaine personnalisé. 
Huesca est connue pour avoir été le théatre de la bataille d'Alcoraz qui s'est déroulée dans la région aux alentours de 1096, et remportée par l'armée du roi d’Aragon Pierre Ier sur les Maures lors de la Reconquista. 
Selon la légende, l’intervention de saint Georges fut capitale dans la victoire des Chrétiens, raison pour laquelle la Croix de saint Georges est une emblème du club.